# Die Without Hope
Die Without Hope è il quinto album in studio del gruppo deathcore statunitense Carnifex, pubblicato nel 2014.

## Tracce
1. Salvation Is Dead – 4:40
2. Dark Days – 3:34
3. Condemned to Decay – 3:36
4. Die Without Hope – 5:23
5. Hatred and Slaughter – 4:12
6. Dragged into the Grave – 3:54
7. Rotten Souls – 3:57
8. Last Words – 2:59
9. Reflection of the Forgotten – 1:05
10. Where the Light Dies – 4:44

## Formazione
- Scott Lewis - voce
- Cory Arford - chitarra
- Jordan Lockrey - chitarra
- Fred Calderon - basso
- Shawn Cameron - batteria, tastiere